# Aguazul (ort)
Aguazul är en ort i Colombia.   Den ligger i departementet Casanare, i den centrala delen av landet, 180 km öster om huvudstaden Bogotá. Aguazul ligger 276 meter över havet och antalet invånare är 15 669.
Terrängen runt Aguazul är kuperad åt nordväst, men åt sydost är den platt. Runt Aguazul är det glesbefolkat, med 14 invånare per kvadratkilometer. Det finns inga andra samhällen i närheten. Omgivningarna runt Aguazul är huvudsakligen savann.